# Петер фон Данциг
„Петер фон Данциг“ (на немски: Peter von Danzig – Петер от Данциг) е огромен за времето си ханзейски кораб от 15 век. Това е първият голям кораб в Балтийско море, който е построен с гладка обшивка.

## Служба
Корабът е построен на западното френско крайбрежие и първоначално носи името „Пиер де ла Ла-Рошел“ (на френски: Pierre de la Rochelle – Пиер от Ла-Рошел). Превозвайки морска сол от Атлантическия океан и получил сериозни повреди по време на буря, корабът достига Данциг през 1462 г.
Известно време престоява в залива на града и след като собственикът му умира, без да плати ремонта, е конфискуван. Когато Ханзата обявява война на Англия, „Петер фон Данциг“ е преоборудван във военен кораб.
Между 1471 и 1473 г. „Петер фон Данциг“ действа в Северно море под командването на капитан Паул Бенеке, преследвайки английските търговски съдове с каперско свидетелство и охранявайки ханзейските конвои. След Утрехтското примирие, корабът предприема няколко търговски рейса и е изведен от експлоатация в края на 1470-те години.